# Hyŏngjesan-guyŏk

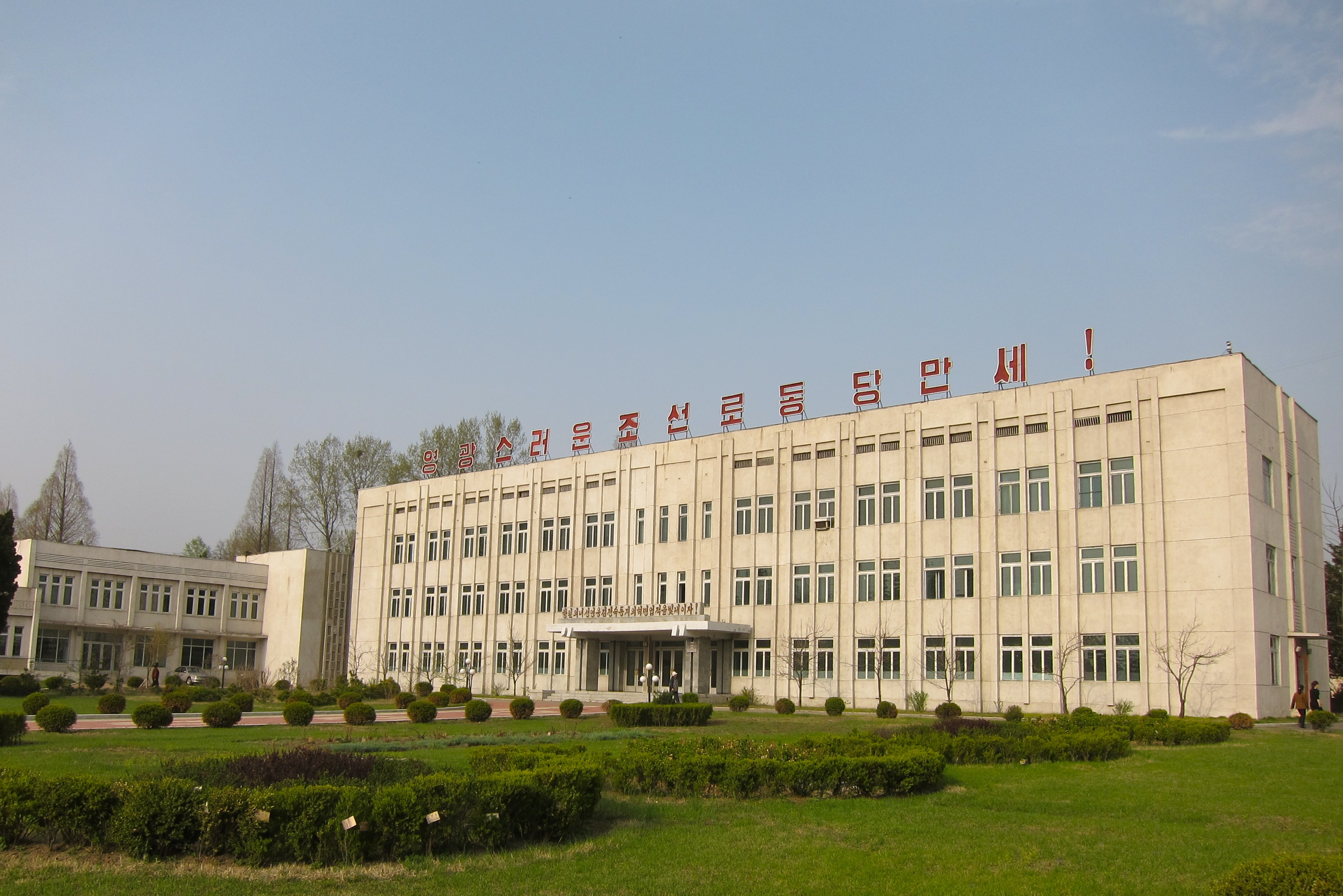
Pyongyang Film Studios; Pyongyang, RPDC (Coreia do Norte).

Hyŏngjesan-guyŏk é uma das 19 regiões administrativas de Pyongyang, capital da Coreia do Norte.